# Бой у Гродно (1812)
Бой у Гродно — один из первых боев, произошедших 15 (27) — 16 (28) июня на начальном этапе Отечественной войны 1812 года между авангардом правого крыла Великой армии Наполеона и арьергардом русской 2-й Западной армии.

## Стратегическая ситуация
8 (20) июня 1812 года полки казачьего корпуса атамана Платова (14 полков) прибыли в окрестности Гродно для охраны границ. Спустя четыре дня в 130 километрах севернее Гродно у города Ковно (Каунаса), император Наполеон Бонапарт начал переправу войск через реку Неман для наступления на Ковно.
12 (24) июня от города Ломжа (Польша) король Вестфалии Жером Бонапарт выдвигает правое крыло «Великой армии» под командой бригадного генерала Алликса де Во) через Августов на Гродно.
Вечером 14 (26) июня казачьему корпусу Платова, первоначально являвшемуся авангардом 2-й Западной армии, было дано указание Александра I действовать во фланг и тыл неприятеля. Поэтому полки его корпуса стали отводиться от границы из приграничных населённых пунктов для сосредоточения через Лиду у Свенцян. Атаман Платов начинает эвакуацию части гарнизона, чиновников с их семьями и городских припасов (более 1000 обозов) через Новогрудок в направлении на Минск. Для прикрытия эвакуации на подступах к Гродно Платов размещает казачьи полки.

## Ход боя
15 (27) июня на реке Лососянка, в четырёх километрах западнее Гродно, несколько казачьих полков вступили в бой с тремя полками польской дивизии генерала Домбровского, двигавшимися на Гродно. У реки казаки завязали перестрелку и задержали наступление противника.
16 (28) июня казачьи позиции были отведены к мосту у Гродно, в Занеманском предместье. Утром вместе с подошедшим подкреплением генерала Каминского, под общим командованием генерала артиллерии Алликса дэ Во, противник атаковал предместье в направлении моста. Первыми в атаку предместья пошли уланы, затеяв бой с казачьей сотней. Следом к мосту пошла пехота. Удерживать мост казачьим полкам помогал городской гарнизон.
Платов занял оборону на высотах правого берега Немана и оттуда вёл обстрел наступающих частей из 12 орудий роты донской артиллерии. Ожесточённая перестрелка с неприятелем продолжалась до вечера.
Не видя возможности задержать усиливающийся натиск противника только силами казаков, не располагая регулярной пехотой, вечером Платов сжёг мост через Неман и отступил из Гродно через Щучин в направлении к Лиде.